# Nikola Pantović
Nikola Pantovic (Kragujevac, 1994. március 19. –) szerb labdarúgó, az Ajka játékosa.

## Pályafutása
2013-ban került fel a Budapest Honvéd felnőtt csapatába.
2022 júliusában a Nyíregyháza csapatához igazolt. 2022. szeptember 11-én debütált a Kazincbarcika elleni bajnoki mérkőzésen, amelyen 2 gólpasszt is kiosztott.
2023. szeptember 20-án az olasz Molfetta Calcio csapatához igazolt.
2024. január 4-én fél plusz egy éves szerződést írt alá az Ajkával.

## Magánélete
2022. szeptember 6-án magyar állampolgári esküt tett.